# 乔家镇
乔家镇，是中华人民共和国四川省广安市岳池县下辖的一个乡镇级行政单位。

## 行政区划
乔家镇下辖以下地区：
太平社区、杨坝村、灵官庙村、廖坝村、秀才村、陈家湾村、双桥村、南山村、水桶庙村、催龙村、照画壁村、董家村、向家庙村和茶亭庙村。